# (1925) Franklin-Adams
(1925) Franklin-Adams ist ein Asteroid des Hauptgürtels, der am 9. September 1934 vom niederländischen Astronomen Hendrik van Gent in Johannesburg entdeckt wurde.
Der Asteroid ist nach dem britischen Amateur-Astronomen John Franklin-Adams benannt.